# Campeonato Nacional Femenino de Equipos y Selecciones de Ligas
El Campeonato Nacional Femenino de Equipos y Selecciones de Ligas, también conocido como Torneo del Interior Femenino, es un torneo de fútbol organizado por el Consejo Federal (órgano interno de la Asociación del Fútbol Argentino). Su primera temporada fue en 2012. En dicho torneo, participan clubes o selecciones de ligas regionales femeninas del interior del país.

## Formato de disputa

### Fase Clasificatoria
Los equipos se dividen en ocho regiones y disputan sus respectivos torneos. Los ganadores de cada región clasifican a la fase final, donde ocho equipos se disputarán el título.

### Fase final
Se conformarán dos zonas de 4 equipos cada una, donde jugarán todos contra todos. Los ganadores de cada zona jugarán la final del torneo, a partido único.

## Campeones
| Temporada        | Sede                | Campeón              | Resultado     | Subcampeón                         | Tercero                  | Cuarto                           |
| ---------------- | ------------------- | -------------------- | ------------- | ---------------------------------- | ------------------------ | -------------------------------- |
| 2012 Detalles    | Rosario             | San Martín (Tucumán) | 3-2           | Sportivo Saenz Peña                | Ave Fénix                | Universidad Nacional del Litoral |
| 2013 Detalles    | Santiago del Estero | San Martín (Tucumán) | 4-1           | Liga Santiagueña de Fútbol         | Ave Fénix                | Liga Santiagueña de Fútbol       |
| 2014 Detalles    | Trelew-Rawson       | San Martín (Tucumán) | 2-1           | Club Atlético San Jorge (Santa Fe) | Liga Deportiva del Oeste | Liga Formoseña de Fútbol         |
| 2015 Detalles    | No se disputó       | No se disputó        | No se disputó | No se disputó                      | No se disputó            | No se disputó                    |
| 2016/17 Detalles | San Juan            | La Plata             | 0 (2) - 0 (1) | Mendoza                            | Concordia                | San Juan                         |
| 2018 Detalles    | Mendoza             | Tucumán              | 1 (4) - 1 (3) | Mendoza                            | San Nicolás              | Paraná                           |
| 2019 Detalles    | La Rioja            | Resistencia          | 2 - 0         | Santa Fe                           | San Salvador de Jujuy    | Tandil                           |

## Títulos por equipo
| Equipo                             | Campeón | Subcampeón | Tercer lugar | Cuarto lugar |
| ---------------------------------- | ------- | ---------- | ------------ | ------------ |
| San Martín (Tucumán)               | 3       |            |              |              |
| La Plata                           | 1       |            |              |              |
| Tucumán                            | 1       |            |              |              |
| Resistencia                        | 1       |            |              |              |
| Mendoza                            |         | 2          |              |              |
| Sportivo Saenz Peña                |         | 1          |              |              |
| Liga Santiagueña de Fútbol         |         | 1          |              |              |
| Club Atlético San Jorge (Santa Fe) |         | 1          |              |              |
| Santa Fe                           |         | 1          |              |              |
| Ave Fénix                          |         |            | 2            |              |
| Liga Deportiva del Oeste           |         |            | 1            |              |
| Concordia                          |         |            | 1            |              |
| San Nicolás                        |         |            | 1            |              |
| San Salvador de Jujuy              |         |            | 1            |              |
| Universidad Nacional del Litoral   |         |            |              | 1            |
| Liga Santiagueña de Fútbol         |         |            |              | 1            |
| Liga Formoseña de Fútbol           |         |            |              | 1            |
| San Juan                           |         |            |              | 1            |
| Paraná                             |         |            |              | 1            |
| Tandil                             |         |            |              | 1            |